# Eligiusz Hirnle
Eligiusz Hirnle (ur. 27 listopada 1924 w Kołomyi, zm. 22 sierpnia 2002 w Gdyni) − polski oficer lotnictwa wojskowego, komandor porucznik pilot Marynarki Wojennej.

## Życiorys
Urodził się i dorastał w Kołomyi. W 1940 roku, po wkroczeniu do miasta oddziałów Armii Czerwonej, jego ojciec Adam, były legionista i żołnierz Związku Walki Zbrojnej, został aresztowany przez NKWD i zaginął. Syn wstąpił w 1944 roku do ludowego Wojska Polskiego i jako podoficer 1 Armii przeszedł jej szlak bojowy nad Wisłę. Później wstąpił do Wojskowej Szkoły Lotniczej WP w Zamościu, przeniesionej wkrótce do Dęblina. Pierwszy samodzielny lot odbył 1 sierpnia 1946 roku. Po promocji oficerskiej 15 grudnia 1947 roku został, jako podporucznik lotnictwa, skierowany do 6 Pułku Lotnictwa Szturmowego na lotnisku Strachowice pod Wrocławiem. Latał na samolotach Ił-2, a od 1949 roku Ił-10. W dniu 9 sierpnia 1950 roku ostatni pułkowy Ił-2 został przez niego przeprowadzony lotem do Warszawy, był wtedy dowódcą klucza trzeciej eskadry 6 Pułku Lotnictwa Szturmowego. Wraz z ppłk. lotnictwa Mieczysławem Dudkiem (1925–2012) przylecieli tym samolotem z Wrocławia na lotnisko Bemowo, gdzie po odłączeniu skrzydeł ulicami Warszawy przetransportowano samolot do Muzeum Wojska Polskiego przy al. Jerozolimskich 3. Tam, pod nadzorem Mieczysława Dudka, samolot zmontowano, uruchomiono i przekazano do Muzeum, gdzie jest eksponowany do dzisiaj.
Służył w 6 Pułku, najpierw we Wrocławiu, potem w Pile, do 1957 roku. Wtedy, na własną prośbę, został przeniesiony do lotnictwa morskiego. Został szefem Służby Strzelania Powietrznego Dowództwa Lotnictwa i Obrony Przeciwlotniczej Marynarki Wojennej. Odbył przeszkolenie do lotów na odrzutowym MiG-15. W 1958 roku pilotował samolot Jak-11, pomalowany w barwy Luftwaffe, podczas kręcenia scen ataku powietrznego do filmu Orzeł w reżyserii Leonarda Buczkowskiego. 19 kwietnia 1966 roku, w związku ze złym stanem zdrowia, przeszedł do rezerwy, w stopniu komandora porucznika pilota. Przez kilka kolejnych lat, od 1969 do 1974 roku, pracował jako Naczelnik Lotniska Gdańsk-Wrzeszcz. Po przejściu na emeryturę został aktywnym działaczem Morskiego Klubu Seniorów Lotnictwa w Gdyni. Był odznaczony między innymi Krzyżem Kawalerskim Orderu Odrodzenia Polski i Złotym Krzyżem Zasługi. Zmarł w 2002 roku i został pochowany na Cmentarzu Garnizonowym w Gdyni-Oksywiu.
Eligiusz Hirnle był młodszym bratem Zbigniewa Hirnle, wrocławskiego lekarza-radiologa.